# Joachim Thibblin
Joachim Christer Fredrik Thibblin, född 11 april 1975 i Esbo, Finland, teaterchef och finlandssvensk skådespelare. Teaterchef för Åbo Svenska Teater (2006- 2013) , teaterchef för Esbo stadsteater - The International Theatre of Finland (2013- 2017) , teaterchef för Svenska Teatern i Helsingfors (2017- )

## Biografi
Thibblin är utbildad vid Teaterhögskolan i Helsingfors. Han är delägare i bolaget W&T Comedy som producerar ståuppkomik. I oktober 2005 valdes han till ny chef för Åbo Svenska Teater från augusti 2006. Därefter var han chef för Esbo stadsteater 2014–2017 och från 2017 leder han Svenska Teatern i Helsingfors.
Han spelade soldaten Bertel Söderman i filmen Framom främsta linjen.
År 2022 tilldelades Thibblin Pro Finlandia-medaljen.

## Utmärkelser
- Riddare av 1. klass av Nordstjärneorden,  2021[3]
- Pro Finlandia-medaljen av Finlands Lejons orden,  6 december 2022[4]

[Redigera Wikidata]

## Filmografi (urval)
- 2004 – Framom främsta linjen